# Ken Jay
Kenneth "Ken Jay" Lacey (ur. 10 czerwca 1971) – amerykański muzyk, perkusista. Razem z Wayne’em, Tonym i Koichim założył Static-X. Odszedł z zespołu w 2003 roku, ponieważ miał inną wizję zespołu niż Wayne.